# Герасим (Байрамов)
Митрополит Герасим (в миру Георгій Димитров Байрамов; 5 жовтня 1860, Свиленград — 1 грудня 1918 року, Софія) — єпископ Болгарської православної церкви, митрополит Струмишський.

## Біографія
Народився 1860 року у фракійському місті Мустафа-паші (нині Свиленград) зі світським ім'ям Георгій Димитров Байрамов. Початкову освіту здобув у рідному місті, де у 1874 році закінчив місцеву класне училище. Аби прогодувати сім'ю, займався рукоділлям. Згодом закінчив болгарську духовну школу в Одріні і постригся в ченці. Продовжив освіту в Київській духовній академії, яку закінчив у 1889 році. У 1889—1891 роках викладає право в Салунській чоловічій гімназії. Того ж року був висвячений в ієромонаха і відправлений від Болгарського екзархату головою болгарського муніципалітету в місті Струмиця. 20 липня 1894 року був зведений в сан архімандрита. У 1897 році ненадовго призначений головою болгарського муніципалітету в Бітолі.
Завдячуючи своїй невтомній діяльності в умовах сильного тиску грецької пропаганди та здатності привернути паству до себе, отримує мантію ієрарха. 22 грудня 1897 року Герасим Струмишський був висвячений канонічним митрополитом Струмишським. Комунікабельний і обдарований великим красномовством, він невтомно працював над створенням екзархату в Струмишській єпархії.
Струмішський каймакам підозрює його в революційній діяльності, і Висока порта наполягають на його відкликанні. 16 березня 1904 року грек Васіл Христоманов, член турецької таємної поліції, здійснив невдалу спробу замаху на митрополита в Струмиці.
Герасим Струмишський був серед засновників революційного комітету Внутрішньої македонсько-одринської революційної організації (ВМОРО) у Струмиці 25 липня 1895 року. Конспіративна нарада відбулась у його приймальні, де він склав присягу перед доктором Христом Татарчевим. Як тільки був зведений в сан єпископа, він вступив у різкий конфлікт з керівництвом Струмицького революційного округу ВМОРО, а згодом і з його керівником — герцогом Христом Чернопеєвим. Конфлікт особливо загострився в 1905 році, після того, як Струмицький окружний конгрес йому виніс умовний смертний вирок. Розуміючи наслідки для болгарської національної справи, керівники Струмицького революційного округу не виконали вирок.

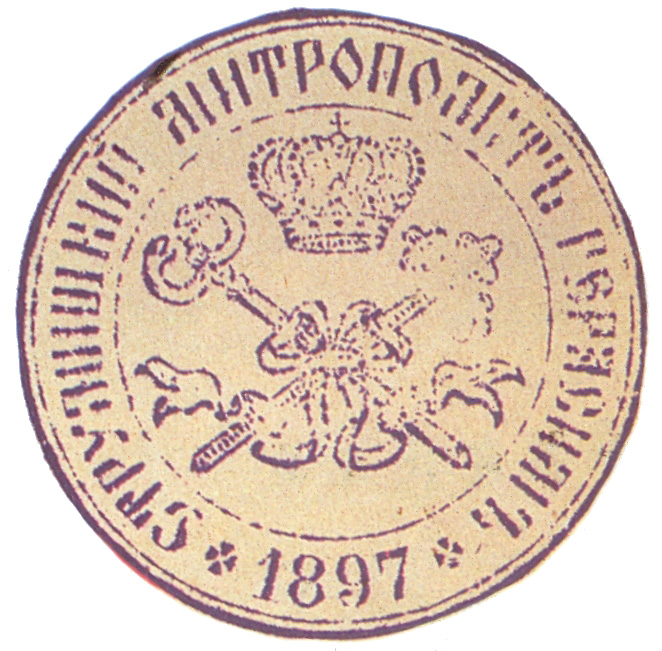
Печатка митрополита Герасима Струмишського

Після Салонікської атентати 1903 року грецький митрополит Струмиці переконав турецьку владу помістити Герасима Струмишського під домашній арешт і не визнавати його митрополитом. Місцеве телеграфне та поштове відділення не могло отримувати або передавати офіційні листи та телеграми, адресовані йому. Лише 4 липня 1903 року, після заступництва посольства, Герасима Струмишського було звільнено з-під варти.
З травня 1915 по липень 1916 року тимчасово керував Неврокопською єпархією.
Герасим Струмишський помер 1 грудня 1918 року в Софії. Похований в крипті Кафедральної церкви Святих Кирила та Мефодія у Струмиці, будівництво якого він ініціював.